# Cayo Junio Silano
Cayo o Gayo Junio Silano  fue un político romano del siglo I a. C. que fue elegido consul ordinarius en 17 a. C. junto con Cayo Furnio.

## Familia
Silano fue miembro de los Junios Silanos, una rama familiar de la gens Junia, aunque su relación con otros miembros de esta familia es dudosa.